# Payal Kapadia
Payal Kapadia es una cineasta india. Es conocida por haber ganado el premio Golden Eye a la mejor película documental en el Festival Internacional de Cine de Cannes de 2021, por su película A Night of Knowing Nothing. En 2017, su película Afternoon Clouds fue la única película india seleccionada para el 70.º Festival de Cine de Cannes.

## Biografía
Nacida en Mumbai, Kapadia fue a la escuela Rishi Valley en Andhra Pradesh. Obtuvo una licenciatura en economía del St. Xavier's College, Mumbai, y realizó una maestría de un año en Sophia College. Posteriormente estudió dirección cinematográfica en el Instituto de Cine y Televisión de la India, donde fue seleccionada en su segundo intento.

## Filmografía
| Año  | Título                            | Crédito   | Crédito   | Crédito | Notas        |
| Año  | Título                            | Directora | Guionista | Otro    |              |
| ---- | --------------------------------- | --------- | --------- | ------- | ------------ |
| 2014 | Watermelon, Fish and Half Ghost   | Sí        | No        | No      | Cortometraje |
| 2015 | Afternoon Clouds                  | Sí        | Sí        | No      | Cortometraje |
| 2017 | The Last Mango Before the Monsoon | Sí        | Sí        | Editora | Cortometraje |
| 2018 | And What is the Summer Saying     | Sí        | Sí        | No      | Cortometraje |
| 2021 | A Night of Knowing Nothing        | Sí        | Sí        | No      |              |
| 2024 | All We Imagine as Light           | Sí        | Sí        | No      |              |